# Derek Hough

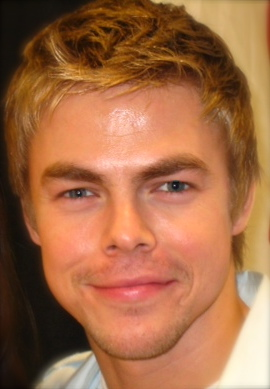
Derek Hough (2011)

Derek Hough (* 17. Mai 1985 in Salt Lake City, Utah) ist ein amerikanischer Profitänzer, Choreograf, Schauspieler und Sänger.

## Leben
Derek Hough wuchs mit vier Geschwistern in einer Mormonenfamilie auf. Alle seine Großeltern waren Tänzer. Sein Cousin ist der Sänger, Schauspieler und Tänzer Ross Lynch.
Im Alter von 12 Jahren wurde Hough während der Scheidung seiner Eltern nach London geschickt, um gemeinsam mit seiner Schwester Julianne Hough in Tanz, Gesang und Schauspielerei von dem Tanzehepaar Corky und Shirley Ballas ausgebildet. Sein Aufenthalt war zunächst nur auf ein Jahr beschränkt, aber Hough blieb ganze zehn Jahre in der Stadt. Er besuchte zu dieser Zeit die Italia Conti Academy of Theatre Arts, eine renommierte Schauspielschule. Zusammen mit dem Sohn der Ballas, Mark, gründeten er und seine Schwester die Popgruppe 2B1G, die bei mehreren britischen Tanzwettbewerben und Fernsehshows auftraten. Anschließend begann er an der Italia Conti Academy of Theatre Arts zu unterrichten.
Hough führte von 2000 bis 2008 eine Beziehung mit der britischen Schauspielerin India de Beaufort. Während der Vorbereitungen zur 6. Staffel von Dancing With the Stars im März 2008 lernte er Shannon Elizabeth kennen, mit der er anschließend bis August 2009 zusammen war. Anschließend hatte er Beziehungen mit Cheryl Cole (2010–2011) und Nina Dobrev (2013). Im Juni 2022 verlobte er sich mit seiner „Dancing-With-The-Stars“-Kollegin Hayley Erbert.

## Karriere

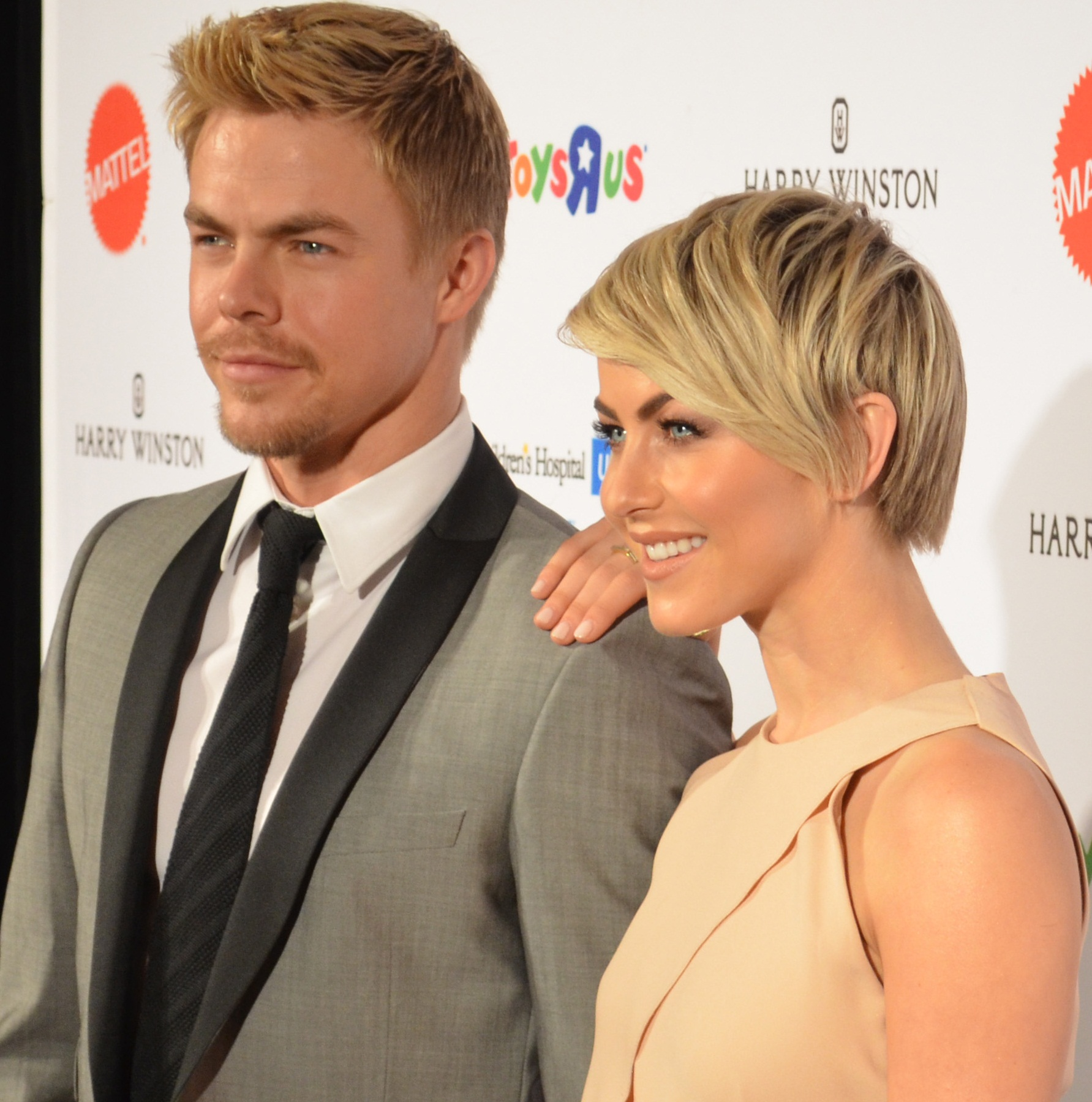
Derek Hough und seine Schwester Julianne beim Kaleidoskope Ball (2014)

Hough ist Profitänzer in den Sparten Lateinamerikanische Tänze und Standardtänze. Hough ist ein ehemaliger IDSF-Latino-Jugend-Weltmeister (2002) sowie Blackpool-U-21-Latino-Champion (2003) für Polen mit Aneta Piotrowska. Er wurde mit dem LA Outstanding Dancer of the Year und dem New York Dance Alliance Outstanding Dance Award ausgezeichnet.

### Dancing with the Stars
Für Dancing with the Stars kehrte er 2007 in die Vereinigten Staaten zurück. Er ist seit der 5. Staffel bei der Fernsehshow dabei und konnte seitdem bereits sechsmal mit seinen Tanzpartnerinnen den Sieg einholen. Durch die Show wurde er national und international bekannt. In der 12. Staffel war Hough nicht dabei, da er im Zeitraum der Show den Film Born to Dance – Zwei Herzen. Ein Beat. drehte.
Übersicht seiner Teilnahmen bei Dancing with the Stars
| Staffel | Partner            | Platz |
| ------- | ------------------ | ----- |
| 5.      | Jennie Garth       | 4.    |
| 6.      | Shannon Elizabeth  | 6.    |
| 7.      | Brooke Burke       | 1.    |
| 8.      | Lil’ Kim           | 5.    |
| 9.      | Joanna Krupa       | 4.    |
| 10.     | Nicole Scherzinger | 1.    |
| 11.     | Jennifer Grey      | 1.    |
| 13      | Ricki Lake         | 3.    |
| 14.     | Maria Menounos     | 4.    |
| 15.     | Shawn Johnson      | 2.    |
| 16.     | Kellie Pickler     | 1.    |
| 17.     | Amber Riley        | 1.    |
| 18.     | Amy Purdy          | 2.    |
| 19.     | Bethany Mota       | 4.    |
| 20.     | Nastia Liukin      | 4.    |
| 21.     | Bindi Irwin        | 1.    |
| 23.     | Marilu Henner      | 6.    |

Für seine Darbietung in der Show erhielt er bereits zweimal den Primetime Emmy Award for Outstanding Choreography bei den Primetime Emmy Awards (2013 und 2015).

### Schauspielerei
Im Jahr 2001 erhielt Hough eine kleine Rolle in der Harry-Potter-Verfilmung Der Stein der Weisen als Hogwarts-Schüler. Auch in Rock of Ages hatte er 2012 eine kleine Rolle inne. Beide Rollen wurden aber nicht im Abspann erwähnt.
Zwischen 2004 und 2006 war er vermehrt in Musicals zu sehen. So hatte er die Hauptrollen des Jesus Christ in Jesus Christ Superstar (2004) und die des Ren McCormack in Footloose: The Musical (2006) inne.
Im Jahr 2013 war er in dem Tanzfilm Born to Dance – Zwei Herzen. Ein Beat. von Duane Adler neben BoA als Donny zu sehen. 2014 verkörperte Hough die Nebenrolle des Noah West in der dritten Staffel der ABC-Dramaserie Nashville.

## Filmografie (Auswahl)
- 2001: Harry Potter und der Stein der Weisen (Harry Potter and the Philosopher’s Stone)
- 2011: Better with You (Fernsehserie, Episode 1x19)
- 2012: Rock of Ages
- 2013: Born to Dance – Zwei Herzen. Ein Beat. (Make Your Move)
- 2014: Nashville (Fernsehserie, 3 Episoden)
- 2021: High School Musical: Das Musical: Die Serie (High School Musical: The Musical: The Series, Fernsehserie)

## Musicals
- 2004: Jesus Christ Superstar
- 2005: Tschitti Tschitti Bäng Bäng
- 2006: Footloose: The Musical
- 2010: Burn the Floor
- 2015: New York Spring Spectacular